# Enköpings Tidning
Enköpings Tidning med undertiteln Annonstidning för Upland och Westmanland började komma ut 4 juli 1885 och lades ner den  31 december 1918. 
1903 ändrades undertiteln till Nyhets- och annonstidning för Upland och Västmanland som sedan blev västra Uppland och östra Västmanland. Detta ändrades sedan tillbaka till Nyhets- och annonstidning för Upland och Västmanland

## Redaktion och utgivning
Redaktionen var i Enköping hela tiden. Tidningen var en frisinnad, liberal vänstertidning. Medredaktörer har Karl Teodor Karlsson åren1885-1892, Anders Gustaf Nilsson 1893 till oktober 1896, Ivar Reuterström 1897 till januari 1899  och S. Lundqvist från februari 1899 varit. Periodisk bilaga  med allmänt innehåll medföljde tidningen oregelbundet som upplaga B, Bilaga eller Extrablad.
Tidningen gavs ut lördagar till 31 oktober 1889 sedan två gånger per vecka på olika veckodagar och olika tider på dagen förmiddag eller middag. under de fyra första månaderna 1906 kom den ut med tre nummer i veckan men återgick till två dagar sedan. Det dröjde till oktober 1912 innan den blev tredagars igen och den fortsatte med tredagarsutgivning till nedläggningen 1918. Utgivningsdagar var mest måndag, onsdag och fredag, sista året tisdag, torsdag och lördag.
| Period                 | Ansvarig utgivare             | Titel                  | Period                 | Redaktöt               | Kommentar |
| 1885-06-16--1900-10-31 | Edholm, Peter Jonas           | boktryckaren           | 1900-01-05--1901-12-31 | Lundqvist, Svante      |           |
| 1900-11-01--1902-10-03 | Lundqvist, Svante             | redaktören             | 1902-01-03--1903-11-11 | Magnusson, August      |           |
| 1902-10-04--1903-11-13 | Magnusson, Johan August       | filosofie kandidaten   | 1903-11-14--1906-09-30 | Ericson, Eric Alexis   |           |
| 1903-11-14--1907-10-18 | Ericson, Eric Alexis          | redaktionssekreteraren | 1907-10-03--1909-11-23 | Mallmin, Manfred       |           |
| 1907-10-19--1910-12-07 | Mallmin, Olof Manfred         | redaktören             | 1909-11-26--1910-12-30 | Ahlin, J.O.            |           |
| 1910-12-08--1911-09-25 | Berg, Anders Gustaf Petersson | boktryckaren           | 1911-01-03--1911-09-22 | Berg, Gustaf ?         |           |
| 1911-09-26--1913-02-18 | Dahlin, Carl Sigfrid          |                        | 1911-09-26--1913-02-28 | Dahlin, Carl Sigfrid ? |           |
| 1913-02-19--1915-07-05 | Östlund, Karl Johan           | boktryckaren           | 1913-03-03--1915-02-15 | Segerborg, Pälle       |           |
| 1913-02-19--1915-07-05 | Östlund, Karl Johan           | boktryckaren           | 1915-02-17--1915-07-28 | Jönsson, John          |           |
| 1915-07-06--1916-03-03 | Stärner, Alfred               | redaktören             | 1915-07-30--1915-12-16 | Stärner, Zolo Alfred   |           |
| 1916-03-04--1916-11-12 | Hanson, Theodor Emanuel       | redaktionssekreteraren | 1915-12-18--1916-10-13 | Hansson, Theodor       |           |
| 1916-03-04--1916-11-12 | Hanson, Theodor Emanuel       |                        | 1916-10-16--1916-11-17 | ingen uppgift          |           |
| 1916-11-13--1918-12-31 | Edman, Einar August           |                        | 1916-11-20--1918-12-31 | Edman, Einar August    |           |

## Tryckning
Förlag var till den 13 december 1900 Peter Jonas Edholm i Enköping. Tidningen övergick jämte tryckeriet fr. o. m. 14 december 1900 i Enköpings Tidnings aktiebolags ägo.
Tidningen trycktes med typsnitt antikva och bara i svart med 4 sidor hela utgivningstiden och tidningen utvecklades alltså inte alls. Priset var 1,50 kr från juli till december 1885 sedan  2 kr 1886-1889 och 3,50 kr 1890-1899. Priset var stabilt och lågt även efter 1900 då det var 3,60 och 1918 bara 4,50 kr. Upplagan var 1910 3500 exemplar sedan 3000 exemplar 1912. Satsytan var stora under hela utgivningstiden.
| Period                 | Tryckeri                                | Ort      | Kommentar |
| 1885-07-04             | J. O. Ahlin                             |          |           |
| 1885-07-05--1900-12-08 | Edholm, P. J.                           | Enköping |           |
| 1900-12-11--1918-12-31 | Enköpings tidnings aktiebolags tryckeri | Enköping |           |

## Annonstidning för Upland och Westmanland
Tidningens föregångare var Annonstidning för Upland och Westmanland som startades i mars 1885 med provnummer och hette så till 18 juni 1885. Den gavs ut av boktryckaren Johan Olof Ahlin, som den 18 mars 1885 erhöll utgivningsbevis för Annonstidning för Upland och Westmanland. Tidningen trycktes hos J. O. Ahlin med antikva. Den kom ut på torsdagar en gång i veckan med 2-4 sidor, folioformat och 4 spalter med satsytan 41,5 x 25,5 cm i mars 1885, därefter 5 spalter på större satsyta 44 x 32cm omväxlande med 6 spalter på 48 x 39cm. Annonstidningen hade ett prenumerationspris av 25 öre för april till december 1885.